# Кондратьев, Александр Александрович
Александр Александрович Кондра́тьев (также Саша Кондра́тьев; 1900 — 10 октября 1918, Бугульминский уезд, Самарская губерния) — участник Гражданской войны, военком 235-го Невельского полка.

## Биография
В 1917 году участвовал в организации Социалистического союза рабочей молодёжи Выборгского района. После Октябрьской революции работал в милиции, был инструктором военного обучения в Полюстровском подрайоне Выборгской стороны.
В 1918 году вступил в ВКП(б). С лета 1918 года — в Красной Армии, военком 235-го Невельского полка. 10 октября 1918 года в бою под Бугульмой был ранен, окружён белогвардейцами и, не желая попасть в плен, подорвал себя гранатой. Точное место гибели — Лысая гора, рядом с деревней Дурасово, Лениногорский р-он.
Похоронен на Богословском кладбище.

## Награды
- Орден Красного Знамени (посмертно).

## Память
- В 1918 году Безбородкинский проспект переименован в Кондратьевский проспект.
- На доме № 1 по Кондратьевскому проспекту, где жил А. А. Кондратьев, установлена мемориальная доска.
- На доме № 14 по Кондратьевскому проспекту установлена мемориальная доска.
- В сквере на углу Свердловской набережной и Арсенальной улицы в 1958 году установлен памятник А. А. Кондратьеву (скульптор Г. Д. Гликман, архитектор Ю. Я. Мачерет).
- Гипсовая копия памятника А. А. Кондратьеву была установлена в фойе кинотеатра «Гигант» (Кондратьевский пр., д. 44), а затем перенесена в вестибюль школы № 126 Калининского района Ленинграда (не сохранилась).
- Имя А. А. Кондратьева носила пионерская дружина средней школы № 126 Калининского района Ленинграда.